# Византијско-османски ратови
Византијско-османски ратови вођени су од средине 13. до средине 15. века између Византијског и Османског царства.

## Успон Османског царства
Преци Турака дошли су на територију Персије, Хорасана и Мале Азије током селџучких освајања у 11. веку. Најезда Монгола приморала их је да се повлаче све даље ка западу. Распадом Иконијског султаната створен је низ мањих самосталних држава. Једно од тих племена, Каи, населило се 1220. године око Ерзурума. У доба владара Ертогула племе је добило погранични феуд у близини Анкаре. Око 1299. године, Ертогулов син Осман I прогласио је себе султаном и завладао самостално. Он је оснивач нове династије која је по њему понела назив „Османлије”. Освојену земљу Османлија добијале су спахије. Због тога је држава имала интереса у сталној експанзији. Прва на удару Османског царства нашла се Византија.
Током Четвртог крсташког рата је Цариград заузет од стране крсташа. Они на простору Византијског царства формирају неколико крсташких држава од којих је најзначајније било Латинско царство. Михајло VIII Палеолог повратио је Цариград 1261. године. Међутим, оно је тада било у незавидној ситуацији притиснуто између преосталих латинских држава и Србије са севера. Ослепљивање савладара Јована IV Ласкариса ослабило је Михајлов углед. Стога је он поставио новог патријарха Германа III који је са њега скинуо екскомуникацију коју је бацио бивши патријарх Арсеније. Подредио се ауторитету католичког папе како би смањио претњу латинских држава Цариграду.
Византија је потом почела освајати латинске територије. Осман I напада византијске територије у Анадолији. Согут и Ескишехир падају 1265. и 1289. године. Заузет на западу, Михајло се није могао борити на источном фронту. Поход из 1281. године није био нарочито успешан. Османлије су се само повукле дубље на исток, али из Мале Азије нису протерани. Михајло је поставио тврђаве на одбрањеним територијама. Због слабе опремљености коњаника, Османлије нису успевале да освоје утврђења већ само да пљачкају околину.
Михајло умире 1282. године. Наследио га је син Андроник II Палеолог. Његову смрт су неки Византинци дочекали као ослобођење. Разлог за то је царева попустљивост према западу. Од око седам милиона становника Византије у то доба, око три милиона је живело на територији Мале Азије. Многи од њих су на Турке гледали као на ослободиоце од католичке репресије. Због тога су пребегавања непријатељу била честа у византијској војсци.
Андроник је био слаб владар. Под његовом влашћу пропао је византијски хиперпирон што је значајно ослабило економију земље. Порези су смањени за богаташе, а повећани за витезове, проније. На Другом лионском сабору (1274) одбио је преговоре о унији западне и источне цркве што је повећало антагонизме са католицима.
Андроник је настојао очувати своје територије у Малој Азији. Наредио је изградњу тврђава и строго тренирање војске. Двор је преселио у Малу Азију одакле је надгледао тамошњу кампању. Турци су одгурани ка истоку. Овај успех засенио је неуспешан покушај генерала да изврше државни удар. Генерал је смењен. То је омогућило Османлијама да 1301. године опседну Никеју. Андроников син Михајло IX Палеолог и генерал Моузалон који су кренули у ослобођење Никеје, доживљавају поразе код Магнезије и Бафеона 1302. године. Порази су довели до великог броја избеглица. Почетком 14. века у византијским рукама остало је свега неколико тврђава — Никеја, Никомедија, Бурса, Сард, Филаделфија, Хераклеја на Понту, Фокеја и Смирна.
Андроник је покушао да унајми ратнике. Алани су се понудили за борбу у замену за територију на којој ће се населити. Њих 10.000 (са женама и децом) прешло је Босфор, али су се повукли већ при првом поразу. Андроник је покушао и са каталонским плаћеницима предвођеним Руђер де Флором. Војска од 6.500 људи протерала је Турке из Филаделфије у Кизик. Ови успеси плаћени су великим разарањима од стране бахатих каталонских плаћеника. Од 1305. до 1307. године патријарх Атанасије I Цариградски приговарао је због избеглица који су побегли од Турака, али и каталонских плаћеника који су им пљачкали земљу. На Руђера де Флора је извршен атентат. Након његове погибије (1307), плаћеници пљачкају Малу Азију и Тракију, а Турке дочекују са добродошлицом.
Након ових пораза, Андроник више није био у стању формирати експедиције ка Малој Азији. Стање је додатно погоршао грађански рат који је покренут борбом цара са својим унуком Андроником III. У рат су се умешали и Бугари и Срби. Михајло Шишман је подржавао млађег, а Стефан Дечански старијег Андроника. Рат користе Османлије и 1326. године освајају Бурсу. Бурса је касније постала нова османска престоница.

## Византијски противнапад
Победу у грађанском рату однео је Андроник III који је познат по последњим покушајима да обнови византијску снагу. Он покреће поход на Турке који су блокирали Никомедију. Међутим, Андроникова војска заустављена је битком код Пелеканона 1329. године. Андроник је након овог пораза присиљен на плаћање данка Турцима. Никомедија је пала 1337. године.
И поред ових неуспеха, Андроник је имао успеха у Грчкој. Покорио је Епирску деспотовину и Солун, а 1329. године освојио је Хиос. Шест година касније пао је и Лезбос. У овим борбама (углавном против Ђенове) унајмљивао је Селџуке који су такође били угрожени османским освајањима. Међутим, ова освајања нису могла битније променити стање Царства. Андроник је доживео пораз и од Стефана Дечанског у бици код Велбужда 1330. године.

## Балканска инвазија и нови грађански рат
Андроник умире 1341. године. Наследио га је десетогодишњи син Јован V Палеолог уместо кога је као намесник владао Јован VI Кантакузин, мајка Ана Савојска и патријарх Јован XIV Цариградски. Између двојице Јована убрзо дође до сукоба који су ескалирали у нови грађански рат. Из њега као победник и нови цар излази Јован VI Кантакузин. Међутим, Царство су захватиле нове неприлике. Епидемија бубонске куге (Црна смрт), земљотрес и нови напади Османлија свели су источне територије Византије на Филаделфију која је за свој опстанак морала плаћати данак. Током грађанског рата су обе стране унајмљивале турске плаћенике који су често пљачкали насеља. Македонија је потпала под Српско царство Душана Немањића. Кантакузин је унајмио 10.000 турских плаћеника за борбу против Душана. Они су, међутим, били заузети пљачкањем византијских поседа.
Двојна власт у Византији је пропала када је 1352. године избио још један грађански рат. За то време, Османов наследник Орхан осваја Галипоље (1354). Галипоље су напустили Византинци након земљотреса. Томе су Османлије освојиле упориште за напад на европско копно. Други историчари сматрају да су се Османлије населили у Европи већ 1352. године када је Кантакузин за своје турске плаћенике обезбедио тврђаву Цимпе. Долазак Турака довео је до панике у Цариграду. Њу користи Јован V да изврши државни удар и збаци Кантакузина 1354. године. Међутим, Матија Кантакузин (син Јованов) добија војну помоћ од Орхана и прети заузимањем Цариграда. Међутим, цар га је заробио 1356. године.
Након завршетка грађанског рата уследио је краткотрајни период мира. Године 1361. Дидимотика пада под власт Османлија. Нови султан Мурат I био је заузет одржавањем положаја у Малој Азији, а освајање византијских територија препустио је својим вазалима. Године 1364. пао је Пловдив, а следеће године и Хадријанопољ. Освајањем Пловдива успостављен је надзор над дотоком жита у Цариград. Османско царство је тада већ било надмоћније од Византије. Мурат је из Једрена предузимао војне походе на Балкан. Године 1371. окончао је постојање српске моћи на Полуострву у бици на Марици у којој је погинуо краљ Вукашин. Његов син постаје турски вазал. Потом је предузео напад на Бугарску. Византијски цар Јован, нашавши се у клештима, тражи помоћ од папе. У базилици Светог Петра прешао је на католицизам. И поред тога, од папе није добио никакву помоћ. Због тога је пристао на плаћање данка Мурату.

## Вазални однос
Турци су учврстили свој положај у Европи јер су насељавали муслиманско становништво на простору Балкана, а локално становништво покоравали. До краја 14. века, Византија се свела на Цариград и неколико околних територија. И поред тога, хришћанска војска на овим просторима представљала је претњу Османлијама. Турци су се истовремено ширили и по Балкану. Године 1381. први пут проваљују у Србију, 1385. године освајају Софију и Солун, а следеће године Ниш. Године 1389. вођен је Косовски бој. Мурат је у претпоследњој деценији 14. века утростручио Османско царство. Византијско царство није обухватало ни десетину територије од пре једног века. У Византији поново извија грађански рат. Овога пута, вођен је између Јована V и његовог старијег сина Андроника IV и Јована VII (унука). Мурат пружа помоћ своме вазалу уз коју он односи победу у рату. Андроник бежи Мурату и привлачи га на своју страну. Рат је трајао до 1390. године. Јован је опростио устаницима што је наљутило његовог млађег сина Манојла II. Јован VII покреће пуч против цара и свргава га. Међутим, његова владавина трајала је свега пет месеци након чега га је свргао Манојло II. Манојло се показао као веран Муратов вазал. Уклонио је зидине око Цариграда. За време грађанског рата, Турци освајају Филаделфију. Тиме је престало постојање Византијског царства у Азији. У војсци новог султана, Бајазита I, учествовали су и византијски цареви.
Односи Византије и Османског царства погоршали су се након наређења Бајазита да се погуби Манојло који је одбијао да се помири са Јованом. Потом је Бајазит променио мишљење и наложио да се у Цариграду сагради џамија. Манојло није само одбио захтев већ је и одбио да плати данак. Бајазит опседа Цариград 1394. године. Манојло позива на крсташки рат. Он је покренут две године касније. Никопољски крсташки рат предводио је будући угарски краљ Жигмунд Луксембуршки. Хришћанска војска од 100.000 људи поражена је код Никопоља. Манојло бећи у Европу где тражи помоћ. Јован остаје да брани Цариград.
Цар Јован успешно је бранио свој град. Турци током опсаде 1396-7. још увек нису користили ватрено оружје. То је спасло зидине града од уништења. Бајазит је потпуно блокирао град. Становништво није смело отварати капије и излазити из Цариграда. Због тога су морали рушити дрвене делове кућа и од њих палити ватру. Млетачка република понудила је Манојлу азил у Венецији. Потом су Млечани бродовима заобишли Турке и доставили храну у Цариград. Опсада је најзад прекинута. Разлог за одустајање Турака била је претња монголског освајача Тамерлана. Султан се повлачи како би бранио источне делове свога царства.

## Грађански рат у Османском царству
Монголи 1401. године освајају Багдад. Следеће године вођена је велика битка код Ангоре. Бајазит и Османлије катастрофално су поражени. Сам Бајазит је заробљен. У заробљеништву је и умро следеће године. Његови синови покрећу борбу за турски престо. Царство се распало. Цариград и балканске хришћанске државе тиме су се за неколико деценија спасле од уништења. Византијски цар је искористио прилику и са хришћанским државама на Балкану, али и Бајазитовим синовима склопио мировни споразум. Услови су били веома повољни. Јован више није морао плаћати данак, уступљена му је земља од обале до Варне, а Сулејман му се поклонио и обећао да између две државе више неће бити рата. Грађански рат у Османском царству завршен је 1413. године. Мехмед I односи победу код села Чаморлу и постаје султан. У борби му је помогло Византијско царство. Због тога је током његове владавине трајао мир. Доласци Мурата II и Јована VIII на престо доводе до промене односа. Јован је начинио грешку и покушао организовати побуну. Мурат је брзо угушио побуну и 1422. године опсео и Солун и Цариград. Османлије у опсади Цариграда по први пут користе ватрено оружје. Опсада Цариграда пропала је због новог претендента на султански престо — Кучука Мустафе. Мурат је угушио и његову побуну. Цариград је поново плаћао данак.
У периоду од 1424. до 1453. године, Османско царство било је суочено са непријатељима на Балкану: Ђурађ Бранковић у Србији, Скендербег у Албанији и Јанош Хуњади у Угарској. Ови сукоби прерасли су у нови, Варнински крсташки рат (Дуга војна). Хришћани односе победу у првој етапи рата, али 1444. године доживљавају велики пораз у бици код Варне. Године 1448. вођен је још један, по хришћане неуспешан, Косовски крсташки рат. У њему је Јанош Хуњади поражен у бици на Косову. Године 1451. умире султан Мурат. На његово место долази Мехмед II. У Цариграду се на власти налазио нови, последњи византијски цар — Константин XI Палеолог.

## Последње године Византије
Константин и Мехмед улазе у сукоб због османског освајања Пелопонеза. Константин је претио дизањем побуне. Мехмед је на то одговорио изградњом тврђава на Босфору. Тиме је затворио све прилазе Цариграду и лишио град било какве помоћи преко мора. Османлије су овладале целокупним подручјем око града. Опсада Цариграда покренута је 6. априла 1453. године. Византинци нису добили никакву конкретну помоћ од католишких држава упркос уједињењу две цркве. Стогодишњи рат Енглеске и Француске онемогућио је покретање нових крсташких похода против Османлија. Свето римско царство већ се истрошило у Варнинском крсташком рату, али и у Хуситским ратовима. Шпанија је била заузета Реконкистом. Помоћ Византинцима пружиле су једино Ђенова и Млетачка република. Целокупно хришћанско људство свело се на 4773 Византинаца и око 2000 млетачких плаћеника. Међутим, браниоци Цариграда били су регрутовани у локалном становништву и самим тим неспособни за озбиљнији отпор. Ипак, били су добро наоружани иако нису имали топове.

## Пад Цариграда
Опсада је трајала 52 дана. Десетоструко слабији браниоци нису могли зауставити османске јаничаре. Дана 29. маја 1453. године Цариград је пао. На хиљаде људи је побијено. Међу њима је био и последњи византијски цар који је одбио да напусти свој град. Страдао је у уличним борбама. Најмање 30.000 људи одведено је у робље. Аја Софија претворена је у џамију. Након пада Цариграда, Турци лако освајају преостале хришћанске државе. Године 1459. пало је Смедерево и Српска деспотовина, 1460. Морејска деспотовина, 1461. Трапезундско царство, 1463. године Босна. Источно римско царство престало је да постоји. Династија Палеолог и даље је у Европи прихватана као владајућа династија Цариграда. То је трајало све до 16. века када је Реформација, османска претња у Европи и смањено интересовање за крсташке ратове натерало европске владаре да Турке признају за владаре Мале Азије. Цариград постаје нова престоница Османског царства.